# 奧斯卡·格勒寧
奧斯卡·格勒寧（德語：Oskar Groening，1921年6月10日—2018年3月9日），是一位前納粹德國的親衛隊下士。二戰時他駐守奥斯威辛集中营，負責登記與分類從囚犯處奪得的動產。他曾親眼目睹了集中营裡大屠殺的過程，之後的1944年10月，他被調往一個作戰單位。1945年6月10日，隨著他的單位投降，他被英國抓獲，並被成為戰俘，接受強制勞動。
戰後他回到故鄉，回歸正常生活，不再談論當年種種；然而在超過40年後，他進行公開活動，譴責否认犹太人大屠杀的主張。
2014年9月，他被德國的檢察官指控，在集中營的期間涉嫌幫助謀殺，公審在2015年4月開始；2015年7月15日，他被判協助杀害至少三万名犹太人的大規模謀殺罪，處有期徒刑四年。他申請緩刑但被法院駁回，但在入獄前於2018年3月9日在醫院去世。